# Livere
Livere er et folk, der taler livisk, en gren af finsk-ugrisk. Livernes historiske hjemsted var ved Riga-bugten, hvor en rest endnu lever. Det liviske sprog er i dag uddødt.
Selv kalder liverne sig "rândalist", strandfolket, og deres sprog rândakêl, strandsprog.
Det liviske flag er en vandretstribet trikolore i grønt-hvidt-blå. Angiveligt symboliserer den den trefarvede strand, som den ses fra en båd: den grønne skov, det hvide sand og det blå hav.
Den liviske nationalhymne har samme melodi som de finske og estiske nationalhymner.

## Historie
Liverne omtales første gang i Nestorkrøniken. Mere omfattende omtale af livernes udbredelse og liv stammer fra 1200-tallet i Henrik af Letlands krønike. På daværende tidspunkt boede liverne især i Livland langs bredderne af floderne Väina, Koiva og Salatsi. Derimod kendes liver bosatte i Kurland først fra 14. århundrede, hvor deres antal skønnes til 15.000-28.000 personer. I tidens løb mindskedes deres antal og udbredelse, i begyndelsen af 1800-tallet fandtes kun 22 liver ved Salatsi-floden og 2.700 liver ved kysten i det nordlige Kurland. Den sidste liver ved Salatsi døde formentlig i 1868, mens de overlevede i Kurland.
Fra middelalderen og frem var liver bosat i to områder: Livland og Kurland.
I Livland skete en sproglig assimilering med lettisk i slutningen af 1800-tallet.
Etnologer mener, at antallet af liver faldt af følgende årsager:
1. antallet af baltere voksede, hvorved livernes befolkningsandel faldt;
2. mange liver døde under krige og sygdomsepidemier, og deres hjem blev overtaget af især latgallere;
3. eftersom liverne var i mindretal, var interessen for den liviske kulturs bevarelse fraværende. I stedet blev lettisk det vigtigste sprog i kirker, skoler og på arbejdspladsen, mens livisk blev hjemmesprog.

Den store epidemi i 1710 og Store Nordiske Krig anses for hovedårsager til det liviske sammenbrud. Kun få livere overlevede i sognene Salaca og Limbaži. Da A.J.Sjögren fra Sankt Petersborg gjorde en rejse til Vidzeme i 1846, fandt han angiveligt kun 22 personer (16 mænd og 6 kvinder), der talte eller forstod livisk på Svētciems godset (16 gårde), men en anden etnograf, Saulvedis Cimermanis, optalte 25 gårde, hvor der taltes livisk.
I Kurland boede liverne fra anden halvdel af 1700-tallet kun i den nordlige del fra Ovīši til Ģipka. I henhold til kirkebøgerne havde disse områder en blandet livisk og lettisk befolkning.
De 12 landsbyer, der i dag regnes som liviske i det nordlige Kurland, er: Melnsils (Mustānum), Kolka (Kūolka), Vaide (Vaid), Saunags (Sänag), Pitrags (Pitrõg), Košrags (Kuoštrõg), Mazirbe (Irē), Sīkrags (Sīkrõg), Jaunciems (Ūžkilā), Lielirbe (Īra), Miķeļtornis eller Pize (Pizā) samt Lūžņa (Lūž). Indtil Letlands første selvstændighed hørte de 9 første under godset Dundaga og de tre sidste til godset Pope.
I midten af 1800-tallet opgjorde W. Hillner, at 2.052 liver endnu levede i det nordlige Kurzeme. I henhold til en folketælling foretaget i 1881 var 2.400 indbyggere liviske i Kurland, i Ventspils distrikt 2.374. Ved en rejse i 1888 opgjorde den finske filolog E. N. Setälä antallet af liver i Pope og Dundaga til 2.929. Ved folketællingen 1897 opgjordes i alt 1.312 liver.
Efter 1. verdenskrig fandtes endnu omkring 1.500 liver bosatte i 12 kystbebyggelser i det nordlige Kurland. Alene den forholdsvis samlede bosættelse gjorde, at deres sprog kunne bevares. Imidlertid skete en vis fraflytning, hvorved de blev assimileret i det lettiske sprogmiljø. Efter 2. verdenskrig boede der endnu 800 liver i kystbyerne, men under de af Sovjetunionen pålagte grænsezone-restriktioner måtte en stor del af liverne fraflytte kysten og søge erhverv andetsteds.
I 1920 opgjordes antallet af liver i Letland til 831 ved en folketælling, i 1925 til 1.238 (heraf 767 (61,95%) i Dudaga sogn og 440 (35,54%) i Pope sogn – i alt 97,49% af de, der regnede sig som liver, boede i de traditionelle områder i det nordlige Kurzeme.
I 1930 opgjordes antallet af liver til 962, i 1935 til 944 liver (heraf 507 i Dundaga, 370 i Ance sogn og 67 i andre dele af Letland.
I 1959 var der kun 185 officielt registrerede liver, i 1970 blot 48, i 1979 107, i 1989 135, 204 i 1994, 187 i 1998.
Endnu taler kun 8 individer livisk som modersmål, den yngste af disse er født i 1926. Der er ca. 40 personer i live, der taler livisk (ca. 230 regner sig som livere – de fleste af disse bor i Riga og Ventspils).

## Demografi
Nedenstående oversigt angiver livernes demografiske udvikling i hovedtræk:
| Antal livere | 1835 | 1897 | 1920 | 1925 | 1930 | 1935 | 1959 | 1970 | 1994 | 1997 | 2000 |
| ------------ | ---- | ---- | ---- | ---- | ---- | ---- | ---- | ---- | ---- | ---- | ---- |
|              | 2074 | 1312 | 831  | 1238 | 962  | 944  | 185  | 48   | 204  | 187  | 177  |

## Livisk kultur
En videnskabelig udforskning af livernes levevis og sprog begyndte i 1846, da A. J. Sjögren gjorde sine første forskningsrejser blandt dem. Der blev udarbejdet en livisk ordbog og grammatik (der blev afsluttet af F. J. Wiedemann), og de første livisksprogede bøger blev trykt i London.
I tidsrummet 1920-1940 foretog Lauri Kettunen og Oskar Loorits flere ekspeditioner til de liviske kystbyer og medvirkede dermed til en genoplivelse af livisk kultur. 1923 oprettedes Lîvõd Lît (Livernes Forbund), i skolerne begyndtes for første gang undervisning i livisk. Der oprettedes liviske kor og skabtes muligheder for undervisning af unge. I Estland og Finland udkom i alt omkring 20 bøger på livisk. Med finsk bistand udkom fra 1930 en livisksproget avis, Lîvli. Med bistand fra estisk, finsk og ungarsk side opførtes i 1939 et livisk kulturhus, der fik stor symbolsk betydning.
Den sovjetiske okkupation af Letland i 1940 annullerede hele dette opbyggende arbejde: Det liviske Forbund ophævedes, kulturhuset blev lukket, liverne blev forhindret i at dyrke deres kultur. Først i 1972 lykkedes det at oprette to kor: Lîvlist i Riga og Kândla i Ventspils, der blev de vigtigste bærere af livisk kultur i Letland.
1988 skete en folkelig genopvækkelse blandt liverne. Organisationen Liivlaste Liit (Livernes Forbund) blev genoprettet, og livisksproget litteratur begyndte at udkomme. I Riga og Ventspils genoptoges undervisning i livisk. Siden 1989 afholdes hvert år i den første weekend i august Irêl Liivi-festen. Siden 1992 afholdes sommerlejre for liviske børn, og avisen Lîvli er begyndt at genudkomme (nu dog overvejende med lettisk tekst). 1994 oprettedes Liivi Kultuuri Keskus (Liviske Kulturcenter), der udgiver det livisksprogede tidsskrift Õvâ. Fra 1995 begyndte man for første gang at undervise i livisk sprog på universitetet.

## Forholdet til Letland
Den første Lettiske Republik (1918-1940) forholdt sig ikke specielt positivt til liverne: etablering af Dundaga-Irêvejen, Irê skole og bistand til opførelse af det liviske kulturhus og udgivelse af livisksproget litteratur.
Det genetablerede Lettiske Republik erklærede 1991 liverne for et oprindeligt folkeslag i Letland og har optaget betegnelsen i forskellige officielle dokumenter. I 1992 oprettede Letlands regering og Livernes Forbund i samarbejde det beskyttede liviske kulturhistoriske område Lîvõd Rânda (Livisk Strand). Lîvõd Rânda er fortrinsvis beskæftiget med livernes kulturelle liv og til dels tillige med egnsmæssige forhold og problemer.

## Lîvõd Rânda
Lîvõd Rânda (livisk strand) er historisk livernes hjemsted, det sidste sted hvor liverne lever som folk. Der findes 12 kystbyer her. Historisk er stranden delt i to dele, vest og øst, med hver deres dialekt. De hørte under hvert sit sogn og sognekommune. Endnu i dag er det liviske område delt mellem to amter og 4 kommuner. I 1920-erne blev der taget initiativ til at forene de liviske områder i samme kommune, men uden held.
En del af det liviske kulturlandskab er i dag naturpark.

## Vigtige begivenheder i livernes historie
Vigtige årstal i livernes historie:
- ca. 500 udskiltes liverne fra den finsk-ugriske folkegruppe
- ca. 1100 omtaltes liverne i Nestor krøniken
- ca. 1180 ankom tyskerne til Väina-flodens munding
- 1186 påbegyndes korstog mod liverne
- 1201 oprettedes Riga, center for kristendommens udbredelse i Livland
- 1206 livisk folkerejsning, livernes områder besat af tyskerne
- 1525 angiveligt første trykte bog på livisk
- 1789 første bevarede tekst på livisk (Fadervor)
- 1846 foretog akademikeren A. J. Sjögren sin første forskningsrejse til Kurland og Salatsi
- 1861 udkom første liviske ordbog og grammatik
- 1863 udkom de første livisksprogede bøger
- 1868 dør angiveligt den sidste liver ved Salatsi
- 1914-1920 1. verdenskrig
- 1920 foretog professorerne Lauri Kettunen og O. Looritsa de første forskningsrejser blandt liver
- 1923 begyndte undervisning i livisk i skoler
- 1923, 2. april oprettedes Liviske Forbund
- 1923, 18. november indviedes det liviske flag
- 1931, 26. januar afholdetes første livisksprogede gudstjeneste
- 1931, 23. december udkom 1. nummer af avisen Lîvli
- 1936 udkom "Volkslieder der Liven" – en samling af liviske folkeviser i Tartu
- 1938 udkom Lauri Kettunens liviske ordbog i Helsingfors
- 1939, 6. august åbnedes livernes kulturhus
- 1940 nedlagdes Livernes Forbund, kulturhuset nationaliseres
- 1940-1945 2. verdenskrig
- 1950 vedtog Sovjetunionen en grænsezonelov
- 1972 opretedes liviske kor i Ventspils og Riga
- 1988, 26. november genoprettedes Livernes Forbund
- 1989, 8. august afholdtes Lîvõd Pivâd (livlernes festligheder)
- 1989, september indledtes undervisning i livisk igen i Letland
- 1991, 4. februar oprettedes Lîvõd Rânda som et specielt livisk kulturlandskab
- 1991, 19. marts anerkendtes liverne for første gang som et oprindeligt folk i Letland
- 1992, juli-august afholdtes første sommerlejr for liviske børn
- 1992, august udgavs den livisksprogede avis Lîvli at udkomme
- 1995, efterår oprettedes en lærestol for østersøfinsk ved letisk universitet og undervisning i livisk blev indført på universitetsniveau

## Kendte liver
- Pētõr Damberg – lingvist, digter og underviser.